# Oudeland (Hoogvliet)
Oudeland is een wijk in het noordoosten van het Rotterdamse stadsdeel Hoogvliet. Oudeland wordt begrensd door de A15 in het noorden, de Aveling in het westen, de Laning in het zuiden en de Langeweg in het oosten.
Ondanks de renovaties van de afgelopen jaren, verpaupert Oudeland. De flatgebouwen in Oudeland werden gebouwd om de werknemers van de olieindustrie in Rotterdam te huisvesten. Deze bewoners zijn reeds lang geleden vertrokken naar andere buurten in Hoogvliet en naar Spijkenisse en Hellevoetsluis. Om de verloedering van de wijk het hoofd te bieden zijn inmiddels een deel van de flatwoningen  gesloopt en vervangen door nieuwbouw.
Ook bevindt zich in deze wijk Begraafplaats Oudeland en het Oudelandse Park dat wordt begraasd door Schotse Hooglanders. De RK Mariakerk uit 1961 is ontworpen door architect P.C.J. Blaauwhof.

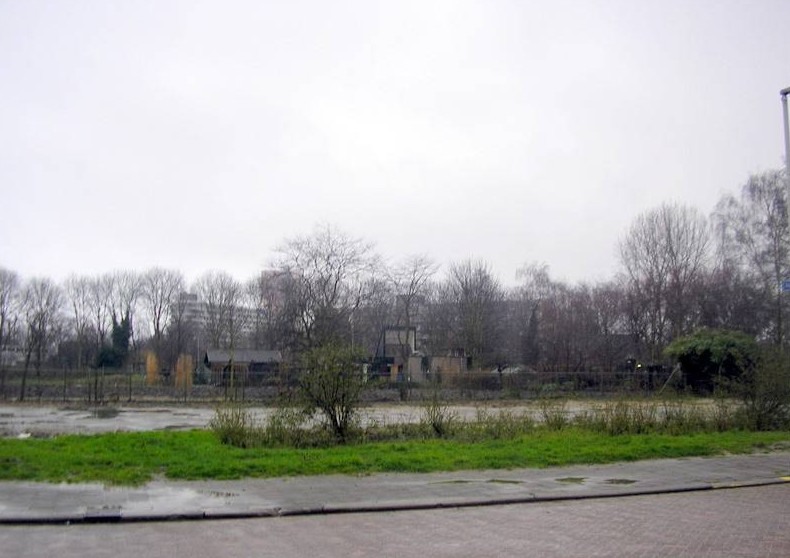
Kinderboerderij de Oedestee.
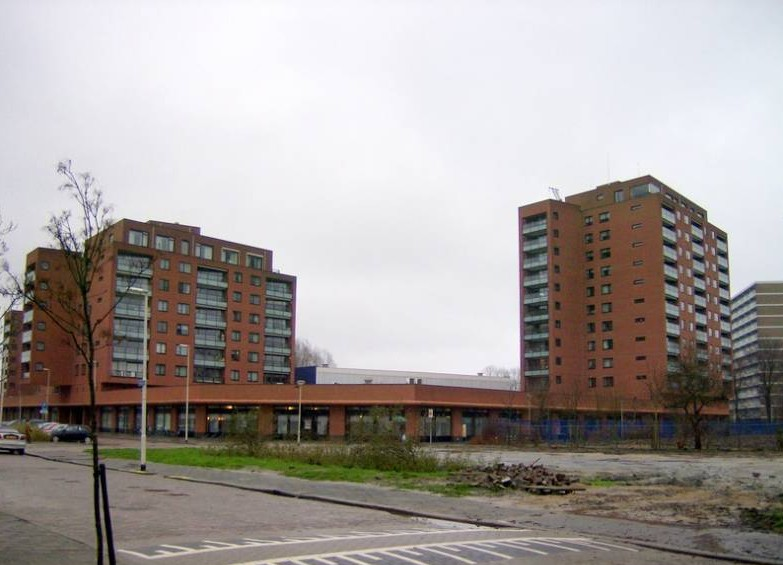
Seniorencomplex aan de Othelloweg.
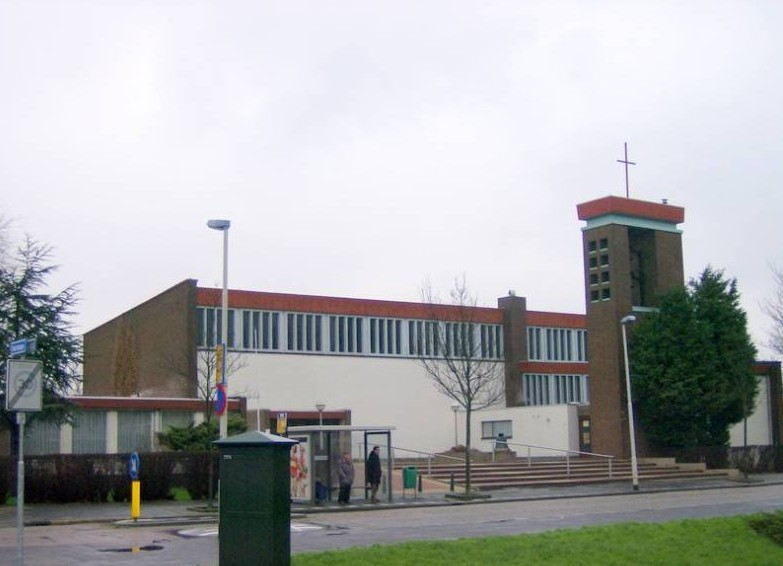
R.K.Kerk Maria-en Johannes aan de Parelvissersstraat.

Boomgaardshoek · 
Gadering · 
Meeuwenplaat · 
Middengebied · 
Nieuw Engeland · 
Oudeland · 
Tussenwater · 
Westpunt · 
Zalmplaat
Rotterdam Centrum ·
Rotterdam-Noord ·
Rotterdam-Oost ·
Rotterdam-West ·
Rotterdam-Zuid ·
110-Morgen ·
Afrikaanderwijk ·
Agniesebuurt ·
Bergpolder ·
Beverwaard ·
Blijdorp ·
Blijdorpse polder ·
Bloemhof ·
Boomgaardshoek ·
Bospolder-Tussendijken ·
CS-kwartier ·
Carnisserbuurt ·
Cool ·
Crooswijk ·
De Esch ·
De Veranda ·
Delfshaven ·
Delfshaven-Schiemond ·
Dijkzigt ·
Feijenoord ·
Gadering ·
Groenenhagen-Tuinenhoven ·
Groot-IJsselmonde ·
Heijplaat ·
Het Lage Land ·
Hillegersberg ·
Hillesluis ·
Homerusbuurt ·
Hordijkerveld ·
Kandelaar ·
Karl Marxbuurt ·
Katendrecht ·
Kiefhoek ·
Kleinpolder ·
Kleiwegkwartier ·
Kop van Zuid ·
Kralingen ·
Kralingse Veer ·
Kreekhuizen ·
Landzicht ·
Liskwartier ·
Lloydkwartier ·
Lombardijen ·
Meeuwenplaat ·
Middelland ·
Middengebied ·
Millinxbuurt ·
Molenlaankwartier ·
Molièrebuurt ·
Nesselande ·
Nieuw Engeland ·
Nieuw-Mathenesse ·
Nieuwe Westen ·
Nooddorp ·
Noordereiland ·
Ommoord ·
Oosterflank ·
Oud-Charlois ·
Oud-IJsselmonde ·
Oud-Mathenesse ·
Oude Noorden ·
Oude Westen ·
Oudeland ·
Overschie ·
Pendrecht ·
Prinsenland ·
Provenierswijk ·
Reyeroord ·
Rubroek ·
Sagenbuurt ·
Scheepvaartkwartier ·
Schiebroek ·
Schiemond ·
's-Gravenland ·
Smeetsland ·
Spaanse Polder ·
Spangen ·
Sportdorp ·
Stadsdriehoek ·
Struisenburg ·
Tarwewijk ·
Terbregge ·
Tussenwater ·
Varenbuurt ·
Vondelingenplaat ·
Vreewijk ·
Waalhaven ·
Westpunt ·
Wielewaal ·
Witte Dorp ·
Zalmplaat ·
Zenobuurt ·
Zestienhoven ·
Zevenkamp ·
Zomerland ·
Zuidwijk